# Solling-Projekt
Das Solling-Projekt war das erste interdisziplinäre Programm Deutschlands zur Ökosystemforschung. Es wurde in den Sechzigerjahren im Rahmen des UNESCO-Programmes International Biological Programme (IBP), 1966 bis 1973, zur Erforschung von Ökosysteme durchgeführt, die vom Menschen unbeeinflusst sind.
Namensgebend war das deutsche Mittelgebirge Solling, wo die Probeflächen lagen. Wissenschaftlicher Hauptinitiator und langjähriger Projektleiter war der Ökosystemforscher Heinz Ellenberg. 
Die Datenerhebung belegte einen erheblichen Einfluss menschlicher Tätigkeit auf das Gebiet. 
Die langjährigen Auswertungen lieferten Erkenntnisse über die Wirkung von saurem Regen auf die Bodenfruchtbarkeit und weitere Ursachen und Zusammenhänge mit den heute als neuartige Waldschäden benannten Phänomenen.
Die Studien wurden in Folgeprojekten und Zeitreihenanalysen  fortgeführt und werden heute von der forstwissenschaftlichen Fakultät der Universität Göttingen betreut. Budgetprobleme in Niedersachsen gefährden jedoch die Fortführung.